# Taxithelium juruense
Taxithelium juruense är en bladmossart som beskrevs av Brotherus 1908. Taxithelium juruense ingår i släktet Taxithelium och familjen Sematophyllaceae. Inga underarter finns listade i Catalogue of Life.